# SN 2010io
SN 2010io – supernowa typu Ic odkryta 30 września 2010 roku w galaktyce UGC 4543. W momencie odkrycia miała maksymalną jasność 17,50m.